# چرنگکوویتسه
چرنگکوویتسه (به لهستانی:  Czernikowice) یک روستا در لهستان است که در گمینا خوینوو واقع شده‌است.